# Bastia (fortificazione)
La bastìa (o anche bastita) è una fortificazione eretta intorno a una città o a un accampamento, spesso anche provvisoria e realizzata in piena campagna con materiale di varia natura. Il termine compare anche in diversi toponimi, similmente a rocca.